# 伊萨卡瀑布
伊萨卡瀑布（Ithaca Falls）是一座位于纽约州伊萨卡市内的瀑布。这是沿着垂悬山谷形成的一系列瀑布中的最后一座，瀑布溪与卡尤加湖的冰川槽在这里相交。瀑布处的地形像一个圆形剧场，这个“剧场”是由脆弱的页岩冻结和融化形成的，而页岩也是构成大部分峡谷壁的岩石。飞溅池和瀑布下的小河是飞蝇钓的热门场所。 
以前的很多年，瀑布所在地周围区域都归康奈尔大学所有，后来在2000年出售给伊萨卡市，以便进行环境清理工作。该区域多年来一直是一个受欢迎的公园，即使其破败不堪；目前，它正在进行重大的重新设计和重建。2016年6月，伊萨卡市议会投票决定，拆除瀑布正北的一所房屋，并将该地块纳入到公园中。以前的业主未能缴纳财产税，因此该市已购得这所房子。
在“伊萨卡是峡谷”（Ithaca is Gorges）的徽标中，该瀑布化身为“I”出现在其中。

## 历史
1800年代初，当地企业家意识到瀑布溪存在水力发电的经济潜力。1830年，年轻的埃兹拉·康乃尔炸毁了一条穿过伊萨卡瀑布上游峡谷壁的隧道，并建了一座小型导流坝，将水引到瀑布旁的许多工厂中。“经过伊萨卡瀑布的水流很强大，因此可以在瀑布溪南岸的紧邻位置建造一座摞一座的工厂。……粗磨厂、石膏厂、油料厂、毛纺厂和铸铁厂在这里拔地而起。这些工厂加工本地的和输入的原材料，生产的产品不仅能够满足本地需要，而且还能运往该地区以外。”
瀑布周围的工业使该地区迅速发展；有段时间，“瀑布溪村”被认为是独立于伊萨卡其它地区的一个城镇。导流坝一直保留到2013年被自然力毁坏为止。在瀑布底部周围，仍然有许多以前工厂的废墟。
从1880年起，伊萨卡枪支公司的工厂就位于瀑布南侧，直到1987年关闭。在1990年代后期，环境测试表明，附近的许多土壤都受到了来自枪支测试的铅的污染。2002至2004年，美国超基金和美国环保局发起了一项大型除铅工作，在2015年还运走了一些土壤。该建筑于2006年被拆除，目前计划在该地点建造豪华公寓。